# Trishula

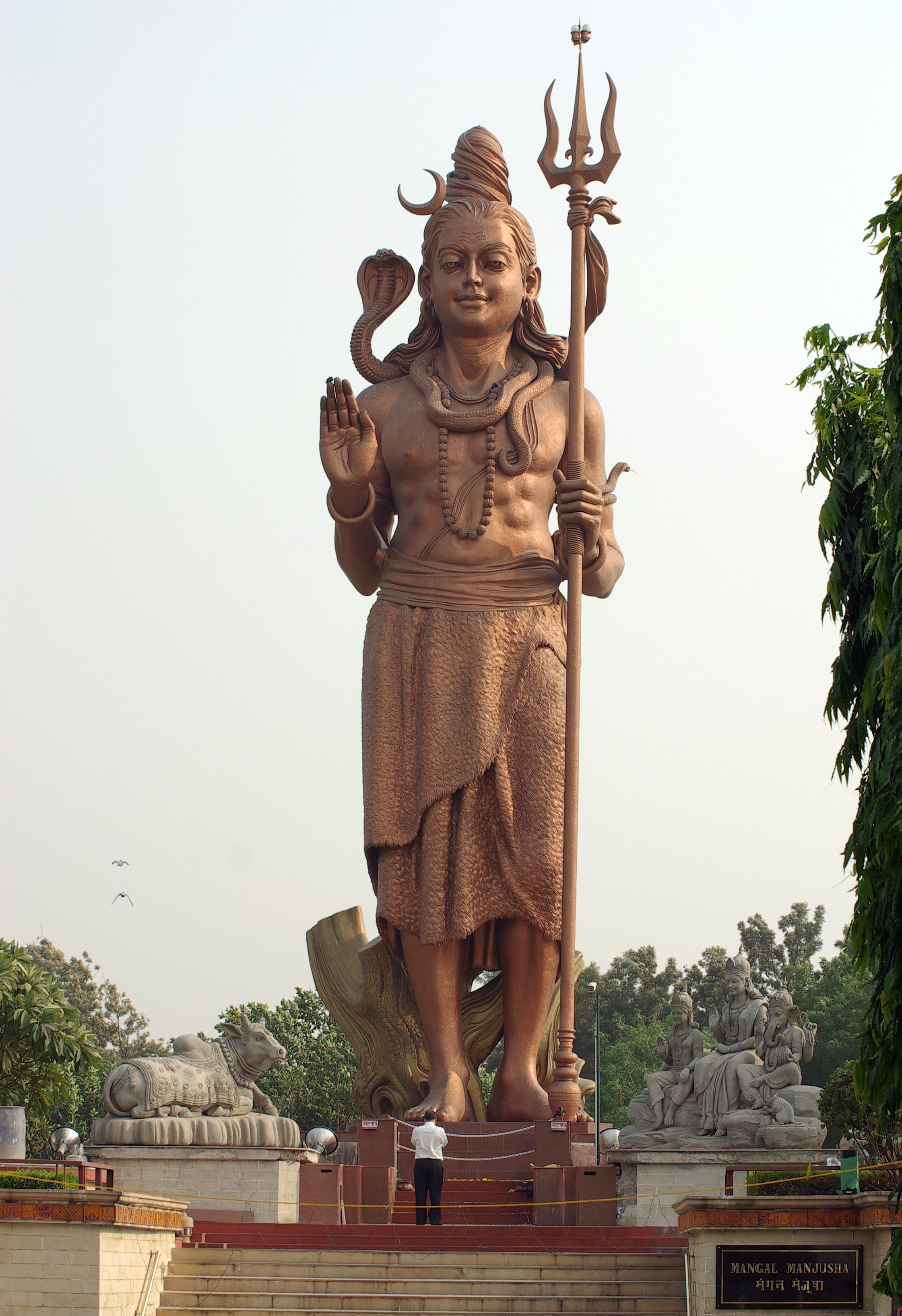
Shiva mit Dreizack (trishula) (Mauritius 2008)

Der Trishula oder Trishul (Sanskrit und Hindi त्रिशूल triśūla „Dreispeer, Dreizack“) ist – neben der Sanduhrtrommel – eines der wichtigsten und augenfälligsten Attribute des Hindu-Gottes Shiva. Auch einige indische Göttinnen tragen einen derartigen Dreizack.

## Mythos und Geschichte
In älteren vedischen Texten wird erwähnt, dass der göttliche Architekt und Schöpfer Vishvakarman den Sonnenwagen (pushpaka vimana) Suryas, den Dreizack (trishula) Shivas und die Wurfscheibe (chakra) Vishnus aus den Strahlen der Sonne gefertigt habe. In indischen Darstellungen taucht der Dreizack als Attribut Shivas oder von Wächterfiguren an Tempelportalen (Shiva pratiharas) erst um 500 n. Chr. auf (vergleiche Nachna); in früheren buddhistischen Skulpturen oder Malereien ist dieses Symbol unbekannt.
Etwa gleichzeitig oder nur kurze Zeit später findet sich der Dreizack auch als Hauptwaffe der vielarmigen Göttin Durga, die von den indischen Hauptgöttern für ihren Kampf gegen den Büffeldämon Mahishasura mit einer Vielzahl von Waffen ausgestattet wurde. Manchmal tragen auch andere Göttinnen (Kali, Sarabha, Prathyangira) oder gar der Dämon Lavanasura einen Trishula.

## Herkunft

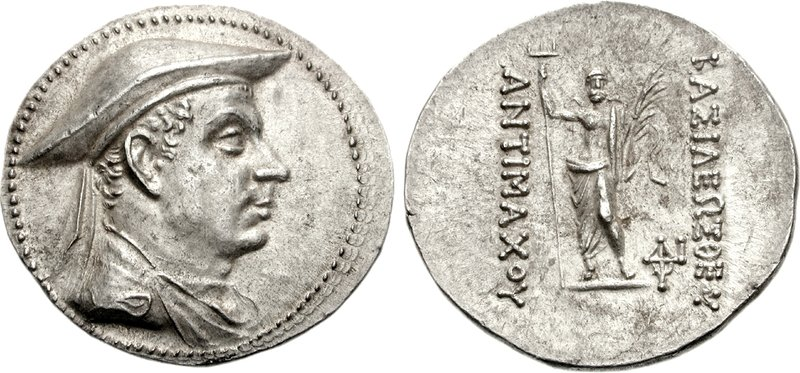
Münze des baktrischen Königs Antimachos I. (um 180 v. Chr.); die Rückseite zeigt eine stehende Person mit Dreizack und Siegespalme

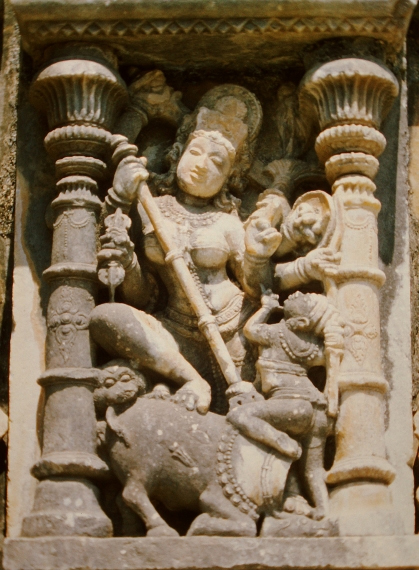
Mit dem von Shiva erhaltenen Dreizack bezwingt Durga den Büffeldämon Mahishasura (Ambika-Mata-Tempel in Jagat, 10. Jh.)

Der im Mittelmeerraum gebräuchliche Dreizack war eine uralte Jagdwaffe, die sich sowohl zum Stechen als auch für Würfe auf kurze Distanz und somit hervorragend für den Fischfang in seichten Gewässern eignete. Durch die Verdreifachung einer Speerspitze konnten durch Lichtbrechungen an der Wasseroberfläche oder Bewegungen der Fische verursachte Wurfungenauigkeiten bis zu einem gewissen Grad ausgeglichen werden. Die Waffe wurde in der Antike dem griechischen Meeresgott Poseidon und folglich auch dem römischen Gott Neptun zugeordnet. Bei den römischen Gladiatorenspielen setzte sie der Retiarius ein. Ob der Dreizack von dort seinen Weg nach Indien fand, oder ob er – was wahrscheinlich ist – im asiatischen Raum bereits bekannt war, lässt sich nicht mehr feststellen. Als Attribut eines Gottes oder eines Herrschers scheint er jedoch aus dem Mittelmeerraum übernommen worden zu sein – auf den Rückseiten der Münzen des hellenistisch-baktrischen Herrschers Antimachos I. (regierte um 180 v. Chr.) ist deutlich eine stehende Figur mit Dreizack und Siegespalme zu erkennen.

## Deutungen
In historisch nicht oder nur schlecht belegten Deutungen symbolisiert der Dreizack die drei Hauptgottheiten des Hinduismus (Brahma, Shiva und Vishnu), die sich in der Hand Shivas vereinigen, oder aber die drei mit den Göttern verbundenen Urkräfte von Schöpfung, Zerstörung und Bewahrung. Daneben werden die Spitzen mit den drei Kräften Shivas gleichgesetzt: Wille (iccha), Wissen/Weisheit (jnana) und Tatkraft (kriya) – siehe in diesem Zusammenhang das in Kaschmir entwickelte Konzept der trika. Von einigen wird Shiva auch als Zerstörer dreier Welten gesehen – der physischen Welt, der Welt der Ahnen und der geistigen Welt. In anderen esoterischen bzw. ayurvedischen Deutungen verweist der Dreizack auf die drei wichtigsten Energiebahnen (Nadis oder Chakras) im menschlichen Körper (Sushumna, Ida und Pingala).

## Votivgabe
Manchmal werden trishulas von Pilgern auf ihrer Reise zu einem Shiva-Heiligtum mitgeführt und dort als Votivgaben zurückgelassen (siehe Pachmarhi).